# Карл Елиасберг
Карл Илич Елиасберг (на руски: Карл Ильич Элиасберг) е руски диригент, заслужил деец на изкуствата на РСФСР.

## Младост
Елиасберг е роден в семейство от еврейски произход в Минск, Руската империя на 28 май (10 юни) 1907 г. Първо учи цигулка в Полтава, при Йохан Голдберг, станал по-късно професор в Харковската консерватория. Постъпва в Ленинградската консерватория, която завършва през 1929 г. с две специалности едновременно – цигулка и диригентство.
От 1929 до 1931 г. работи в Театъра за музикална комедия, първо като цигулар, а след това като диригент. През 1937 – 1950 г. е главен диригент на Големия симфоничен оркестър на Ленинградския радиокомитет, с който е свързана голяма част от творческия му път. Застава начело още от създаването му и под неговото ръководство оркестърът се развива и започва да играе съществена роля в музикалния живот на града.
Елиасберг е първият руски диригент, който разбира, че „не можеш да стигнеш далеч в карета от миналото“. Според него най-добрите европейски и американски оркестри, още преди войната, са достигнали качествено нови изпълнителски позиции и младите руски оркестри не трябва да изостават от световните тенденции, дори и при липса на материална и инструментална база.

## Обсадата на Ленинград
След евакуацията на хиляди хора от Ленинград, по време на блокадата, в града остават още около 1,5 милиона души. В периода 1941 – 1945 г., по време на обсадата, радиото работи, а единственият останал оркестър, чиято музика се излъчва почти всеки ден, е симфоничният оркестър на Ленинградския радиокомитет. Ръководи го Карл Елиасберг, а оркестърът е сформиран от музиканти, останали като него в обсадения Ленинград. По онова време все още няма записи на касети, а само директно представяне пред микрофона, така че Симфоничният оркестър също свири на живо в радиостудиото. Програмата включва класически произведения на Чайковски, Александър Глазунов, Бетовен, Моцарт, Брамс и други изявени музиканти. Въпреки блокадата, през този период оркестърът изпълнява по радиото над 400 концерта.
В началото на войната в симфоничния оркестър свирят над 100 души. Но, по време на обсадата, след всяка излъчена програма, музикантите намират по някой починал. През 1942 г. от тях вече са останали живи само 27 души. Оркестърът не може повече да излъчва симфонична музика и замлъква за почти три месеца. Карл Елиасберг е инструктиран да направи всичко възможно за да го попълни с нови музиканти. Диригентът обаче е толкова слаб, че не може да ходи от изтощение. На 9 февруари, на детска шейна, той е закаран в организирания в хотел „Астория“ диспансер. Там му поставят диагноза алиментарна дистрофия от 2-ра степен, предизвикана от липсата на храна и го стабилизират.
През този период друга изключителна музикална фигура – Дмитрий Шостакович е подготвил Седма симфония, наречена още „Ленинградска симфония“, посветена на обсадения Ленинград. Започва да пише първата част през септември 1941 г. във вече обсадения град. Там довършва втората част и започва работа по третата. На 1 октомври композиторът и семейството му са изведени от Ленинград и в Куйбишев той завършва цялата симфония. След премиерата ѝ генерал-полковник Андрей Жданов се разпорежда тя да бъде изпълнена и в Ленинград. На 2 юни партитурата на Седма симфония на Шостакович е доставена в Ленинград със специален полет от Куйбишев. В партитурата участват 100 инструмента и е придружена с ръкописната инструкция от Шостакович: „Посветена на героични хора от Ленинград. Всички инструменти трябва да играят своите роли!“.
Тъй като оркестърът е съвсем намалял, по радиото е излъчен призив към всички музиканти в града, да се присъединят към него. Скоро започват първите репетиции, които продължават по 15 – 20 минути поради слабостта на хората и се провеждат по няколко пъти дневно. По време на почивките Елиасберг самостоятелно търси музиканти из целия град. Залитайки от слабост, обикаля по болниците и търси помощ от всички съществуващи инстанции. Разбирайки за идеята му, от пътната полиция му предоставят велосипед. Скоро групата на струнните инструменти е попълнена, но възниква проблем при духовите инструменти. Хората просто физически нямат сили да духат в тях и някои припадат по време на репетиции. По-късно музикантите са прикрепени към трапезарията на Общинския съвет и веднъж на ден получават топъл обяд.
Въпреки това изпълнителите не достигат, затова Елиасберг се свързва с централата на Ленинградския фронт, където воюват много музиканти. Постепенно оркестърът е попълнен – тромбонистът е картечар, виолистът бяга от болницата, валдхорнистът идва от зенитен полк и т.н. Първата репетиция е мъчение – барабанистът колабира по пътя, а водещият цигулар умира от глад по време на репетицията. Самият Елиасберг е толкова изтощен, че дирижира, седнал на стол. Те се подготвят за концерта като за важна битка, а градът следи отблизо репетициите. Чрез убеждаване и строга дисциплина Елиасберг успява да подготви своя оркестър за изпълнението на грандиозното произведение на Шостакович. На 6 август се провежда единствената генерална репетиция.
Градската администрация отдава голямо значение на провеждането на този концерт с идеята да се повдигне духът на обкръженото и изтощеното население. В тази връзка командирът на Ленинградския фронт маршал Леонид Говоров, месец преди определената дата, предприема необходимите мерки да не се допуска бомбардировка по време на концерта. Седма симфония от Шостакович е изпълнена на 9 август 1942 г. под диригентството на Елиасберг и се превръща в историческо събитие, а диригентът е провъзгласен за герой на града. През 1943 г. Карл Елиасберг е отличен като оцелял при обсадата на Ленинград с медала „За отбраната на Ленинград“. На следващата година му е присвоено званието Заслужил деец на изкуствата на РСФСР. За работата си по време на войната, през 1945 г. диригентът е награден с орден „Червена звезда“.

## Следвоенен период
След Втората световна война Елиасберг продължава да оглавява същия оркестър, който през 1953 г. е преименуван на Оркестър на ленинградската филхармония. Едновременно с това изнася концерти и с други оркестри, понякога и провинциални. Скоро след войната заминава на турне из различни градове на СССР. В следвоенните години обикаля много – от Балтийско море до Далечния Изток. През живота си работи с 45 оркестъра, познава техните силни и слаби страни и често пристига на репетициите предварително, за да има време да направи корекции в плана за репетиции и изпълнението на оркестровите части. Аналитичната дарба на Елиасбърг му помага да намери елегантни и плодотворни техники за работа с оркестри. Той често изпълнява симфониите на Йозеф Хайдн с всички оркестри, не само защото харесва тази музика, а и защото я използва като методологична система.
Дирижира оркестри за класическа музика, а стилът му се отличава с такт, вкус и желязна воля. Има обширен и разнообразен репертоар. В него влизат произведения на Пьотър Чайковски, Лудвиг ван Бетовен, Антон Брукнер и други композитори, класици. Осъществява студийни записи на „Немски реквием“ и Симфония № 3 от Йоханес Брамс, симфонии на Йозеф Хадн, Дмитрий Шостакович, Густав Малер, Сергей Танеев и други произведения.
Първите последователи на Елиасберг са диригентите Кирил Кондрашин, Курт Зандерлинг и Абрам Стасевич. От следвоенното поколение към идеите му се присъединяват Константин Симеонов, Арнолд Кац, естонският диригент Роман Мацов, Генадий Рождественски, Евгений Светланов, Юрий Темирканов и други. Много от тях по-късно наричат себе си ученици на Елиасберг.
Карл Елиасберг е женен за пианистката Надежда Дмитриевна Бронникова, която умира 3 години след съпруга си.
През януари 1964 г. Елиасбърг се среща с 22-мата оцелели музиканти от оркестъра от 1942 г. и изпълнява симфонията пред Шостакович. Инструментите на онези музиканти, които вече не са сред живите, са положени на столовете, на които са седели преди 24 години.
Карл Елиасберг умира на 12 декември 1978 в Ленинград. Урната с пепелта му е положена в колумбария на Крематориума. През 1992 г. урните ня Елиасберг и жена му са погребани в Литераторские мостики, участък във Волковското гробище в Санкт Петербург. Там са погребани много руски и съветски писатели, музиканти, актьори, архитекти, учени и общественици. Върху надгробната плоча на семейството е изсечен фрагмент от партитурата на Седмата симфония на Шостакович.

## Награди
- 1943 – медал „За отбраната на Ленинград“[1]
- 1945 – Орден „Червена звезда“[1]